# Johann Mühlegg
Johann Mühlegg (Marktoberdorf, 8 november 1970) is een voormalig Duits langlaufer die ook uitkwam voor Spanje. Zijn grootste succes leek hij te behalen tijdens de Olympische Spelen van 2002 in Salt Lake City, waar hij op drie onderdelen als eerste over de finish kwam en ook de gouden medaille kreeg uitgereikt. Bij zijn laatste onderdeel, de 50 km, werd hij echter gediskwalificeerd nadat hij positief had getest.

## Carrière
Mühlegg nam in 1989 voor het eerst, voor Duitsland, deel aan de wk-junioren. In 1992 maakte hij zijn Olympisch debuut in Albertville. Zijn beste prestatie was een zevende plaats op de 50 km, terwijl hij met het Duitse team zesde werd in de estafette. Twee jaar later, op de Spelen in Lillehammer, werd hij met Duitsland vierde op de estafette. Ook op de Spelen van Nagano in 1998 kwam Mühlegg nog voor Duitsland uit, met een zevende plaats op de 50 km als beste resultaat.
Mühlegg had een gespannen verhouding met de Duitse skibond. In 1995 werd hij voor het eerst uit het nationale team gezet. Na de Spelen van Nagano werd hij definitief uit de nationale ploeg gezet. Spanje was bereid hem op te nemen zodat hij vanaf 1999 uitkwam voor Spanje. Tijdens de Spelen van Salt Lake City in 2002 leek Mühlegg zijn gram te kunnen halen. Op zowel de 20 km achtervolging als de 30 km vrije stijl kwam hij als eerste over de streep en kreeg ook de gouden medaille uitgereikt.
Ook op het laatste nummer, de 50 km, realiseerde hij de snelste tijd. Vlak voor die wedstrijd was hij echter getest en uit die test bleek dat er Darbepoetin in zijn bloed zat. Als gevolg daarvan moest hij zijn gouden medaille op de 50 km weer inleveren. Na een klacht van Noorwegen en Canada besliste het CAS uiteindelijk in 2004 dat Mühlegg ook de gouden medailles op de achtervolging en de 30 km moest inleveren. Hij staat nog wel steeds in de boeken met zijn gouden en zilveren medaille van het WK in 2001.

## Resultaten

### Marathons
Overige marathonzeges
| Nr. | Datum      | Plaats         | Marathon     | Onderdeel                      |
| --- | ---------- | -------------- | ------------ | ------------------------------ |
| 1.  | april 1999 | Finse–Ustaoset | Skarverennet | 37 km vrije stijl (massastart) |

- Gemeinsame Normdatei: 123778867
- Virtual International Authority File: 64923254
- WorldCat: E39PBJh4yQBHTdXVY3HFbhyyBP